# Дублаж
Дублаж или дублиран превод е вид аудиовизуален превод (филми, сериали и др.), при който се осъществява пълна замяна на чуждестранна реч с цел превеждане на речта на езика, на който говорят в дадена страна, ако тя не говори езика на оригиналния запис.
Думата „дублаж“ понякога се употребява и като синоним на думата „озвучаване“, но в българския език това не е напълно правилно.

## Процес на дублиране
1. Преди всичко се прави превод на филма, след което палетизатор обработва текста, така че изреченията да съвпадат с дължината на оригиналния запис. При качествено изпълняване на работата се създава впечатлението, че актьорите говорят на преведения език. Важен фактор тук е това, че английското Р може да съответства на българското Б, В, М, Ф или П. Понякога е нужен и редактор-консултант, който да провери текста за наличие не само на лексикални, но и за фактически грешки. Например във филма „Ще се лее кръв“ се използва сложна терминология, без която преводачите рискуват да не разберат смисъла на изреченията като цяло. Грамотният превод трябва да съхранява оригинални шеги, както и коректен превод на стихове и друг вид поезия.
2. Затова се провежда кастинг за главните роли. Най-често се поръчват дублажи от някои филмови компании като например Фокс, Парамаунт Пикчърс или Дисни, които често поръчват дублаж самостоятелно (в това число и за България). За да може един актьор да бъде приет за дублиране на даден герой, гласът му трябва да съвпада с тембъра на актьора, който ще озвучава. Не всички компании-дистрибутори следят за качеството на дублажа, затова режисьорът може да назначи актьор, който той пожелае. Понякога клиентът кани специален актьор или личност за дублажа. Като например във филма „Стюарт Литъл“, в който главният герой (Стюарт) е озвучен от Камен Воденичаров.
3. Директен процес на записването на актьорите. Всеки актьор записва отделно от другите, за няколко смени по 3-5 часа в зависимост от обема на работа. Много е важно да се получи еквивалентна работа с оригиналната. Процесът на дублиране отнема средно около една-две седмици, въпреки че клиентът може да ограничи срока, в който да се изпълни дублажа, с един ден.
4. Техническа страна – работа на звуковия режисьор. Първо се поръчват алтернативни звуци за филма. По-късно се монтират на филма.

## Особености
- При подбора на актьори за дублиране се записва гласът, темпераментът на персонажа и гласовата възраст. Въпреки това, окончателното решение се взема от компанията-дистрибутор и решението ѝ може да не бъде очевидно.
- При дублирането трябва специален палетизатор и обработчик, за да може българската реч да съвпада максимално с артикулациите и мимиките на актьорите на екрана.
- Всеки актьор е длъжен да дублира друг човек (да говори вместо него).